# سرشت نظم
سرشت نظم: جستاری در باب هنر ساختن و طبیعت جهان (به انگلیسی: The Nature of Order: An Essay on the Art of Building and the Nature of the Universe) یک کتاب چهار جلدی از معمار و نظریه‌پرداز آمریکایی کریستوفر الکساندر است که بین سال‌های ۲۰۰۲–۲۰۰۴ منتشر شده.
الکساندر در این کتاب تلاش دارد الگوها و اصولی را ارائه دهد که منتهی به خلق یک محیط خوب می‌شوند.
چهار جلد این کتاب شامل این موارد می‌شوند:
- پدیده حیات
- فرایند آفرینش حیات
- بصیرتی از یک جهان زنده
- زمین درخشان

## ترجمه به فارسی
این کتاب توسط رضا سیروس صبری به فارسی ترجمه شده‌است.